# Eredivisie (vrouwenhandbal) 1983/84
De Eredivisie is de hoogste afdeling van het Nederlandse handbal bij de vrouwen op landelijk niveau. In het seizoen 1983/1984 werd Niloc landskampioen. Quick '20 en Sittardia/DVO degradeerden naar de Eerste divisie.

## Teams
| Club           | Plaats     | Provincie     |
| -------------- | ---------- | ------------- |
| Hellas         | Den Haag   | Zuid-Holland  |
| Niloc          | Amsterdam  | Noord-Holland |
| Ookmeer        | Amsterdam  | Noord-Holland |
| PSV            | Eindhoven  | Noord-Brabant |
| Quick '20      | Oldenzaal  | Overijssel    |
| Quintus        | Kwintsheul | Zuid-Holland  |
| SEW            | Nibbixwoud | Noord-Holland |
| Sittardia/DVO  | Sittard    | Limburg       |
| Swift Arnhem   | Arnhem     | Gelderland    |
| Swift Roermond | Roermond   | Limburg       |

## Stand
| Pos | Club           | Wed | Ptn | Opmerking                      |
| --- | -------------- | --- | --- | ------------------------------ |
| 1   | Niloc          | 18  | 32  | Landskampioen                  |
| 2   | Quintus        | 18  | 27  |                                |
| 3   | SEW            | 18  | 25  |                                |
| 4   | Ookmeer        | 18  | 24  |                                |
| 5   | Swift Roermond | 18  | 21  |                                |
| 6   | Hellas         | 18  | 19  |                                |
| 7   | PSV            | 18  | 17  |                                |
| 8   | Swift Arnhem   | 18  | 10  |                                |
| 9   | Quick '20      | 18  | 3   | Degradatie naar eerste divisie |
| 10  | Sittardia/DVO  | 18  | 2   | Degradatie naar eerste divisie |